# Petkovac
Petkovac is een plaats in de gemeente Petrinja in de Kroatische provincie Sisak-Moslavina. De plaats telt 17 inwoners (2001).